# Calea ferată Rădăuți–Brodina
Calea ferată Rădăuți–Brodina este o cale ferată secundară din România. Ea a fost construită în partea de nord-est a țării, în regiunea istorică Bucovina, pe valea râului Suceava și prin Munții Obcina Mare.

## Istoric
Această linie de cale ferată a fost construită pe teritoriul austriac al Imperiului Austro-Ungar.
În anul 1889 a fost pusă în funcțiune Calea ferată Dornești–Rădăuți de către compania Bukowinaer Lokalbahnen (Căile ferate locale ale Bucovinei), ea fiind preluată câțiva ani mai târziu de Neue Bukowinaer Lokalbahn-Gesellschaft (Noua companie de căi ferate secundare ale Bucovinei). Acestei companii i s-a acordat în anul 1895 concesiunea pentru a continua construirea căii ferate cu ecartament normal pe valea râului Suceava până la Brodina (pe atunci Frassin).
Concesiunea cerea ca lucrările de construcție să înceapă imediat și să fie finalizate până la 1 iulie 1898. Acest traseu a fost inaugurat la 7 iulie 1898 odată cu calea ferată secundară către Putna.
În primul război mondial în zona acestei căi ferate s-au dat lupte grele între armata austro-ungară și armata imperială rusă (țaristă).
După primul război mondial Bucovina a devenit parte componentă a României; calea ferată a fost preluată de către compania românească CFR.

## Situație actuală
Calea ferată Rădăuți-Brodina are o singură linie și nu este electrificată. Ea face parte din calea ferată secundară 515 de la Dornești la Nisipitu sau Putna și are numai o importanță locală. În prezent (2009), pe tronsonul între Rădăuți și Gura Putnei trec zilnic în ambele sensuri cam cinci trenuri.
În iulie 2008, linia ferată a fost avariată de inundații. În timp ce tronsonul de la Rădăuți la Gura Putnei, împreună cu linia secundară către Putna, au fost puse imediat în funcțiune, sectorul feroviar de la Gura Putnei la Nisipitu producea pierderi, fiind scos din funcțiune și probabil nu va fi restaurat. 

## Imagini

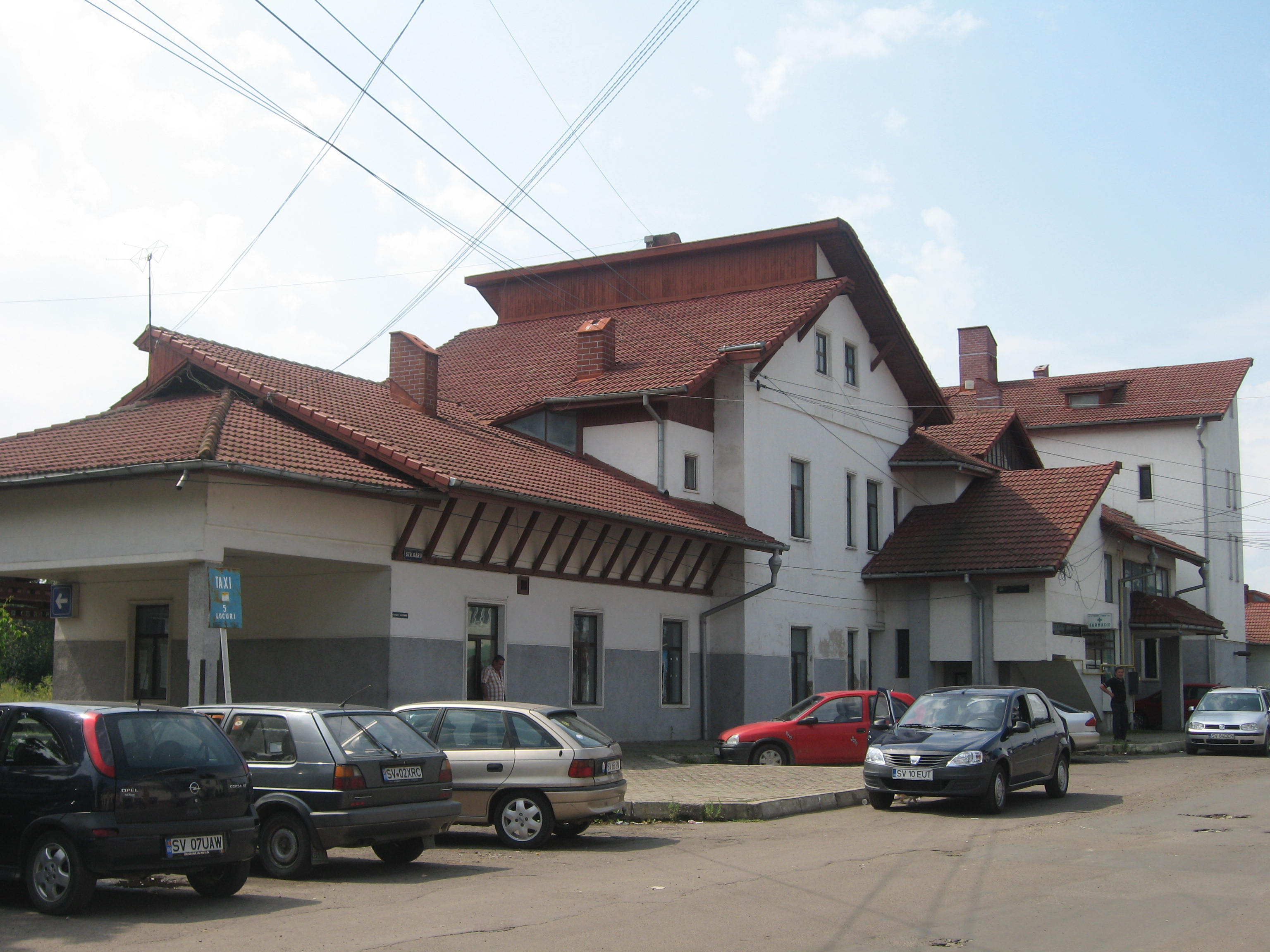
Gara Rădăuţi, clădire monument istoric
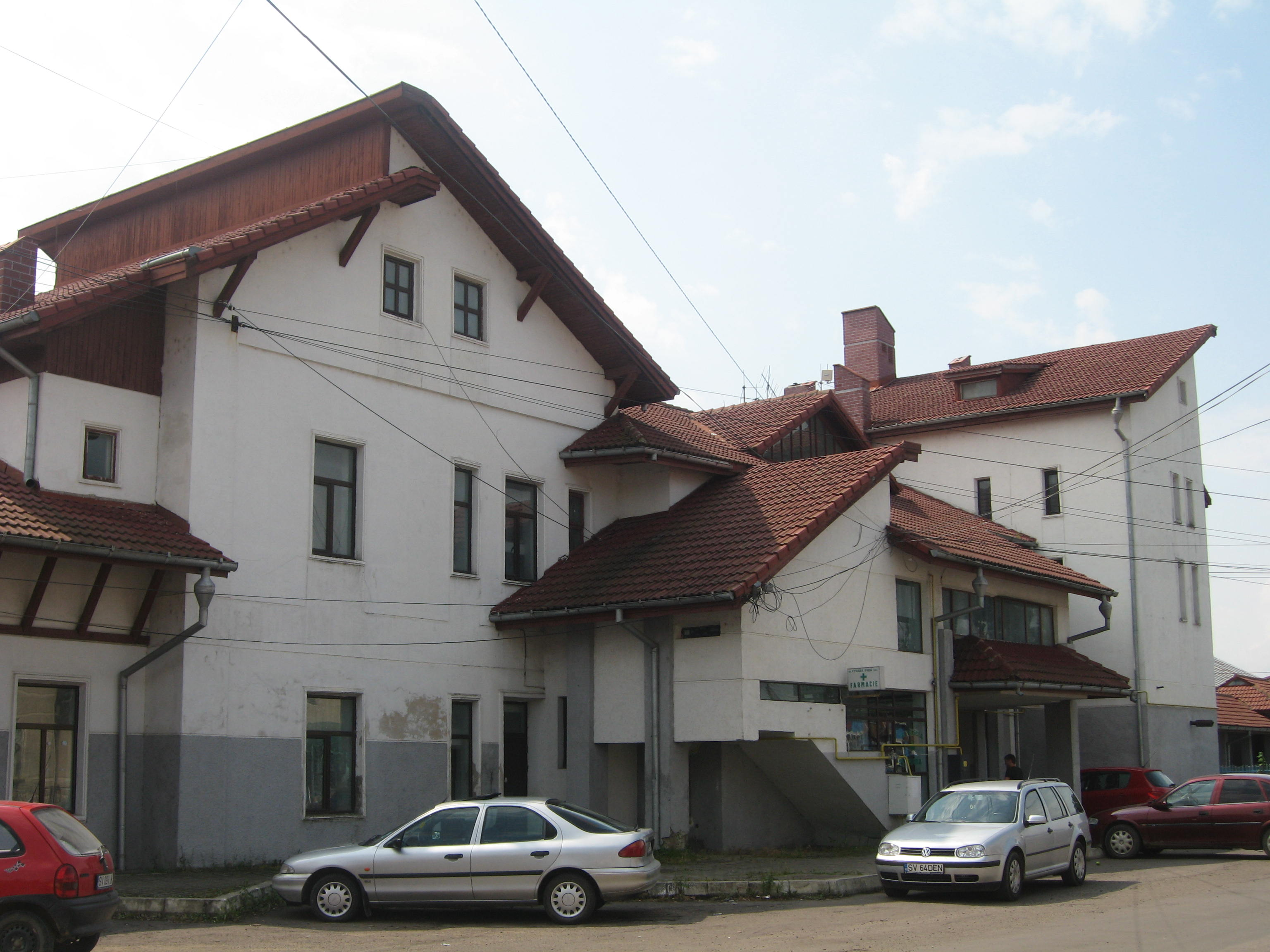
Gara Rădăuţi, clădire monument istoric